# ジョージ・グロス
ジョージ・グロス（George Grosz 1893年7月26日 - 1959年7月6日）は、ドイツ出身の画家。20世紀最大の諷刺画家といわれる。姓の表記はグロースとも。
日本語文献では、姓のGroszはドイツ語読みでグロッス、ポーランド語読みでグロッシ、また名はドイツ語読みでゲオルゲ、ドイツ風のゲオルク（Georg）などと表記されることが多いが、これらは改名を意図した本人の意向に反するものである（後述）。

## 生涯
本名ゲオルク・エーレンフリート・グロース（Georg Ehrenfried Groß）としてベルリンの労働者の家庭に生まれる。7歳で父が死去。
1908年、中学校で暴力をふるう教師に殴り返して退学処分を受けた。
ドレスデンの王立美術院に学び、1910年には複数の諷刺雑誌に関与。
1914年、第一次世界大戦を「全ての戦争を終わらせるための戦争」と賛美して志願兵となるも、重傷を負って入院生活を送り、戦争の実態に幻滅しつつ1915年に除隊。1917年1月に徴兵されたが、同年5月には兵役不適格とされて再び除隊となった。
1916年、ドイツの民族主義や愛国主義を嫌って、自らの名前を英語読みのGeorgeに、苗字をハンガリー語表記のGroszに変更。
1917年、ベルリンのダダイストの集団に入る。
1919年1月、スパルタクス団に関係して逮捕されたが、贋の身分証を使って逃亡。同年、ドイツ共産党（KDP）に入党。
1920年にエヴァ・ルイーズ・ペーター（1895年—1960年）と結婚し、航空史家のペーター（1926年-2006年)と、マーティー・グロスの名でジャズギタリストとなったマルティン（1930年生）をもうけた。
1921年、諷刺画集Gott mit uns（神は我らと共に）が陸軍を侮辱しているとされて告発を受け、書店から没収されると共に、300ドイツマルクの罰金を科せられた。
1922年、ロシアを旅してトロツキーとレーニンに面会した後で独裁組織に嫌気がさし、ドイツ共産党を脱退。とはいえ、1927年まで共産党の刊行物の常連でありつづけた。
1924年、諷刺画集Ecce Homo（この人を見よ）が猥褻にあたるとされて風俗紊乱で有罪判決を受ける。同年、芸術家組織Rote Gruppe（赤い集団）の会長に就任。
1928年、"Shut up and keep serving the cause"（つべこべ言わずにお勤め果たせ）と題する絵が神への冒涜にあたるとの理由で告発される。同年、Association Revolutionärer Bildender Künstler Deutschlands（ドイツ革命的芸術家協会）の共同創設者となる。
1932年、ニューヨークの美術学校、アート・スチューデンツ・リーグ・オブ・ニューヨークに招かれて渡米し、1933年、ナチスを避けて米国に亡命した。
アメリカ合衆国に同化しようとする努力の中で社会諷刺の筆が鋭さを失い、作風が大きく変貌した。1936年にアート・スチューデンツ・リーグの教師を辞した後は自ら画塾を開いた。生徒の多くは中流階級の上品な女性であり、ここでもまた、彼本来のえげつない画風は発揮の余地がなかった。
1938年、アメリカに帰化。1946年、自伝Ein kleines Ja und ein Grosses Nein（小さなイエスと大きなノー）を刊行。
1954年にアメリカ美術文学アカデミーの、1958年にドイツ美術アカデミーのそれぞれ会員となった。
1959年、ドイツに帰国したが、飲酒中の事故により転落死した。ベルリンのFriedhof Heerstraßeに埋葬された。

## 備考
太宰治は弘前高等学校2年から3年の頃、当時日本で初めて出版されたグロスの作品に大変感心し、グロスの画集を教室へ持参して級友に披露したことがあるという（大高勝次郎『太宰治の思い出』p.74、たいまつ社、1982年）。